# 베르나르 마리스

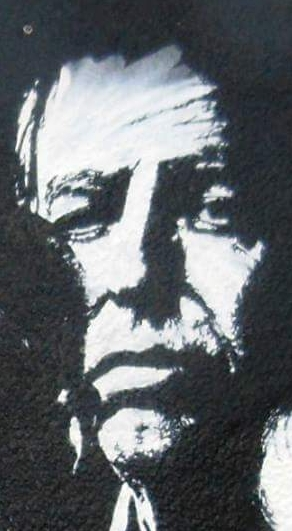

베르나르 마리스(Bernard Maris, 1946년 9월 23일 ~ 2015년 1월 7일)는 프랑스의 경제학자이다. 마리스는 〈샤를리 에브도〉에서 2015년 1월 발생한 총격 사건으로 사망하였다. 마리스는 〈샤를리 에브도〉의 주주였다.